# Volkskrachtpartij
De Volkskrachtpartij (Spaans: Partido Fuerza Popular, PFP) was een extreemrechtse politieke partij in Mexico.
De partij werd opgericht in 1945 en kreeg haar officiële erkenning in 1946. De PFP diende als politiek-electorale tak van de fascistische Nationaal Synarchistische Unie (UNS) die na de Tweede Wereldoorlog behoorlijk in diskrediet was geraakt. Om haar erkenning te krijgen had de partij enkele punten uit haar beginselprogramma moeten schrappen, voornamelijk punten die een scherpe inbreuk op de scheiding van kerk en staat omhelsden, iets wat werd verboden door de strikt seculiere Mexicaanse grondwet van 1917.
Tijdens de presidentsverkiezingen van 1946 steunde de PFP de onafhankelijke kandidaat Jesús A. Castro. Bij de gelijktijdige verkiezingen voor de Kamer van Afgevaardigden won de partij een zetel. Twee jaar later werd de partij verboden nadat een aantal leden een standbeeld van Benito Juárez hadden vernietigd.
PAN · PRI · PVEM · PT · MC · Morena